# Стела «Город воинской славы» (Козельск)
Па́мятник-сте́ла «Го́род во́инской сла́вы» был открыт 15 июля 2010 года на площади Воинской Славы в Козельске. Стела установлена в память о присвоении Козельску почётного звания «Город воинской славы».

## История
Козельск — старинный город, первое упоминание которого в письменных источниках относится к 1146 году. Будучи центром удельного Козельского княжества, город в ходе монгольского нашествия на Русь держал в 1238 год семинедельную оборону против войска хана Батыя. После окончания осады, при которой погибло большее количество воинов Орды, а князь Василий, по преданию, утонул в крови, хан Батый, назвавший Козельск «злым городом», велел перебить всех жителей, включая грудных младенцев. Так город вошёл в историю в качестве образца верности и мужества защитников родной земли. После разрушения Батыем Козельск возродился и к XVI веку стал частью Засечной черты — системы крепостей, защищавшей южные рубежи Русского царства от набегов крымских и ногайских татар. А уже в XX веке в ходе Великой Отечественной войны при проведении Калужской наступательной операции под Козельском в 1941 году были скованы крупные силы немецко-фашистских войск, что имело важное значение для контрнаступления под Москвой. Город, захваченный немцами 8 октября 1941 года, был освобождён 1-м гвардейским кавалерийским корпусом 28 декабря 1941 года в ходе Белёвско-Козельской операции битвы за Москву. На аэродроме под Козельском в 1943 году базировалась легендарная французская эскадрилья «Нормандия-Неман», воевавшая на советско-германском фронте. А в послевоенное время в Козельске сформирована 28-я гвардейская ракетная Краснознамённая дивизия ракетных войск стратегического назначения — важная составная часть Вооружённых сил России, обеспечивающих безопасность страны. Почти четверть жителей города – военнослужащие. 
Память о воинской доблести защитников Козельска нашла отражение в городской символике: герб Козельска, впервые утверждённый в 1777 году императрицей Екатериной II, получил такое описание: «...въ червленомъ полѣ, знаменующимъ кровопролитіе, на крестѣ расположенные пять серебряныхъ щитовъ съ черными крестами — являющіе храбрость ихъ защинія и несчастную судьбину — и четыре златые креста — показующіе ихъ вѣрность».
После введения в 2006 году почётного звания «Город воинской славы» по инициативе районного общества литераторов, поддержанной районными и областными органами власти, в 2007 году было направлено представление о присвоении Козельску этого высокого знака отличия, и Указом президента Российской Федерации от 5 декабря 2009 года № 1388 почётное звание было присвоено. 12 января 2010 года в Екатерининском зале Московского Кремля состоялась церемония вручения грамот о присвоении высокого звания городам, в числе которых был Козельск. 
30 января 2013 года Почта России выпустила почтовую марку, а 1 августа 2013 года Центральным банком России в обращение была выпущена памятная монета «Город воинской славы Козельск» достоинством 10 рублей. О военно-исторических событиях, ставших основанием для присвоения Козельску почётного звания, рассказывают экспозиции Козельского музея, где хранится Меч Победы, вручённый Козельску, как и другим городам воинской славы, 9 июня 2022 года в зале Славы Музея Победы в парке Победы на Поклонной горе в Москве. Изготовленный в Златоусте меч покрыт золотом высшей 999,9 пробы и инкрустирован уральскими самоцветами — гранатами, символизирующими пролитую кровь, и голубыми топазами, которые считаются символом мира. Длина мечей составляет 1,2 метра, вес — более пяти килограммов. На клинке, украшенном растительным орнаментом, высечены знаменитые слова князя Александра Невского: «Кто с мечом к нам придет, тот от меча и погибнет». Ранее, в апреле 2015 года, аналогичные Мечи Победы были переданы на вечное хранение городам-героям.
В соответствии с Указом президента РФ от 1 декабря 2006 года № 1340, в каждом городе, удостоенном этого высокого звания, устанавливается стела, посвящённая этому событию. Архитектурно-скульптурное решение памятной стелы «Город воинской славы» утверждено Российским организационным комитетом «Победа» в 2008 году по результатам открытого всероссийского конкурса, в котором победил проект авторского коллектива в составе: заслуженный архитектор России И. Н. Воскресенский, Г. А. Ишкильдина, В. В. Перфильев, народный художник России С. А. Щербаков. Присвоение почётного звания стимулировало масштабные работы по благоустройству Козельска, в результате которых на месте бывшего рынка была сформирована площадь Воинской славы, композиционным центром которой и стала стела, торжественно открытая 15 июля 2010 года в присутствии жителей города и почётных гостей. Символ мужества и воинской славы представляет собой полированную колонну дорического ордера высотой 6,5 метров (с бронзовыми капителью и базой). Общая высота памятника — 12,5 метров. Наверху колонны — бронзовый государственный герб России, впереди на постаменте в бронзовом картуше располагается текст Указа Президента РФ о присвоении почётного звания, на оборотной стороне — бронзовый герб Козельска, а на боковых сторонах размещены два бронзовых барельефа с соответствующими изображениями защитников города времён татаро-монгольского нашествия и Великой Отечественной войны, посвящёнными военно-историческим событиям, связанным с присвоением городу почётного звания. Семитонный постамент и девятитонная колонна изготовлены из карельского гранита. Колонна установлена на площадке размером 17 на 17 метров. Типовым проектом мемориала предусматривается сооружение четырёх гранитных пилонов по углам площадки, однако в Козельске их устанавливать не стали (аналогичное решение принято в Нальчике). Частью мемориала стали фонтаны, в уменьшенном виде повторяющие фонтанный комплекс «Годы войны» парка Победы на Поклонной горе в Москве. Мемориальный комплекс со стелой — место проведения торжественных мероприятий, в том числе посвящённых Дню города, дням воинской славы России, Дню защитника Отечества и Дню Победы. Планируется его дополнение новыми элементами, такими, как военно-исторические музейные экспозиции проектируемого архитектурного ансамбля застройки площади Воинской славы.

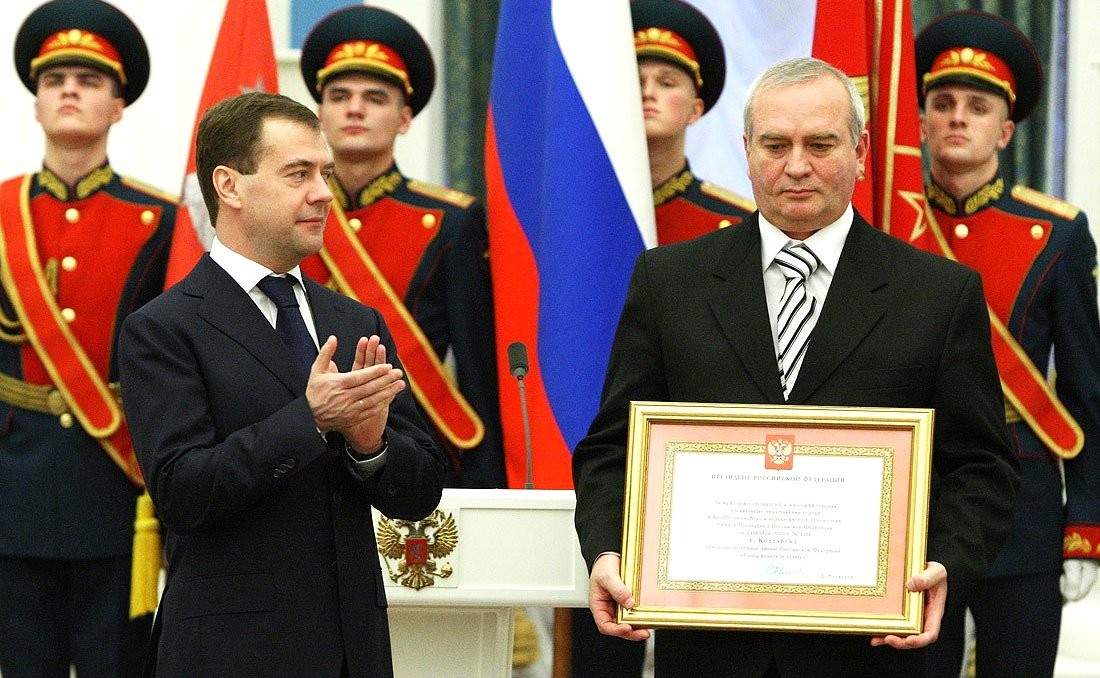
Вручение президентом главе Козельска грамоты о присвоении почётного звания
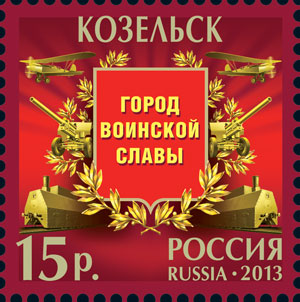
Памятная марка, посвящённая городу воинской славы
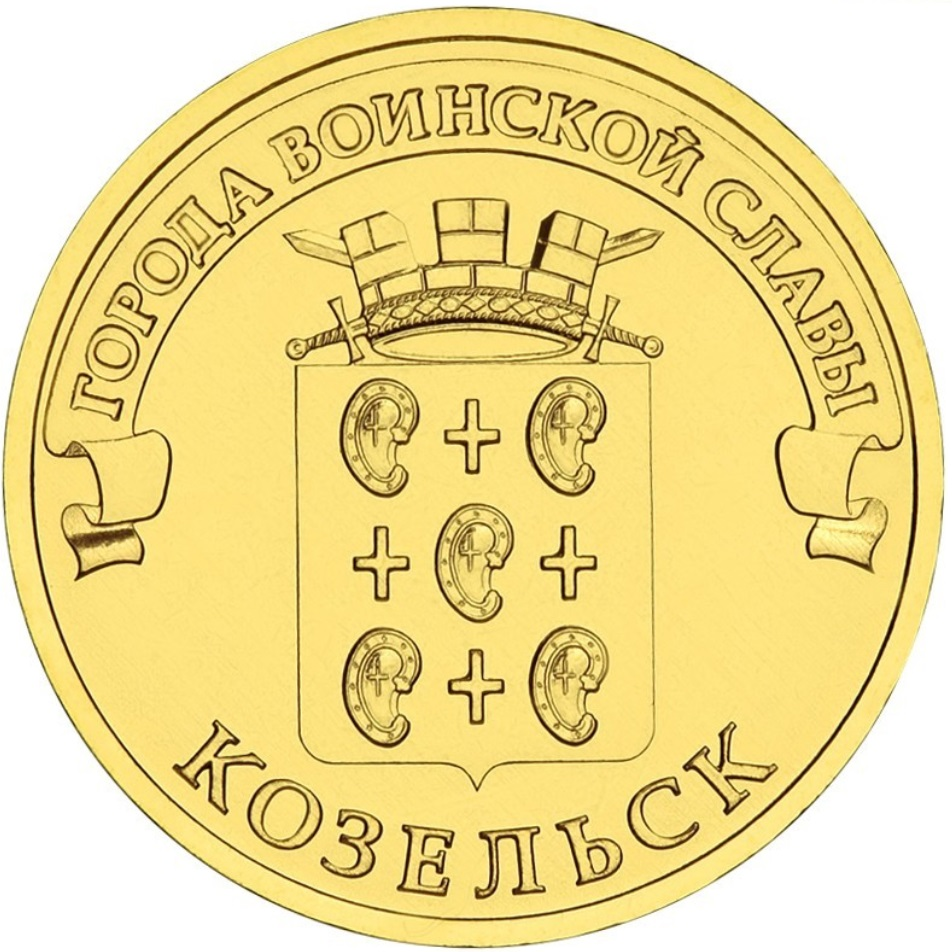
Изображение герба города воинской славы на монете